# Flygvapnets bastjänstskola
Flygvapnets bastjänstskola (FBTS) var en fack- och funktionsskola för markförbanden inom svenska flygvapnet som verkade i olika former åren 1966–1972. Förbandsledningen var förlagd i Stockholms garnison i Stockholm.

## Historik
Flygvapnets bastjänstskola bildades 1966 vid Svea flygkår (F 8). År 1970 föreslog regeringen för riksdagen att skolan skulle omlokaliseras till Halmstads garnison. Anledningen var att även om Svea flygkårs utbildningsbetingelser ansågs relativt gynnsamma, så skulle de komma att försämras i samband med att Järvafältet skulle exploaterade. År 1972 omlokaliserades skolan till Halmstad, där den samtidigt sammanslogs med Flygvapnets markstridsskola och bildade den nya skolan Bastjänst- och markstridsskolan (BMS), vilken var en del av Flygvapnets Halmstadsskolor.

## Verksamhet
Flygvapnets bastjänstskola ansvarade för den centrala utbildningen av personal inom flygvapnets basorganisation.

## Förläggningar och övningsplatser
När skolan bilades 1966 var den förlagd till flottiljområdet vid Barkarby flygplats väster om Stockholm, där den blev kvar fram till att skolan upphörde 1972.

## Förbandschefer
- 1966–1972: ???

## Namn, beteckning och förläggningsort
| Flygvapnets bastjänstskola | 1966-10-01? | – | 1972-11-30 |

| FBTS | 1966-10-01? | – | 1972-11-30 |

| Stockholms garnison/Barkarby (F) | 1966-10-01? | – | 1972-11-30 |